# Cyclocross Ruddervoorde
Cyclocross Ruddervoorde is een veldritwedstrijd georganiseerd in het Belgische Ruddervoorde en maakt sinds 1998 onderdeel uit van het regelmatigheidscriterium de Superprestige veldrijden. Het parcours ligt in het gehucht Baliebrugge.

## Erelijst

### Mannen elite
| Datum      | Klassement    | Cat. | Winnaar              | Tweede               | Derde                  |
| ---------- | ------------- | ---- | -------------------- | -------------------- | ---------------------- |
| 20/10/2024 | Superprestige | C1   | Joran Wyseure        | Niels Vandeputte     | Michael Vanthourenhout |
| 28/10/2023 | Superprestige | C1   | Eli Iserbyt          | Lars van der Haar    | Michael Vanthourenhout |
| 29/10/2022 | Superprestige | C1   | Eli Iserbyt          | Laurens Sweeck       | Lars van der Haar      |
| 23/10/2021 | Superprestige | C1   | Eli Iserbyt          | Quinten Hermans      | Toon Aerts             |
| 24/10/2020 | Superprestige | C1   | Eli Iserbyt          | Toon Aerts           | Lars van der Haar      |
| 03/11/2019 | Superprestige | C1   | Mathieu van der Poel | Laurens Sweeck       | Toon Aerts             |
| 28/10/2018 | Superprestige | C1   | Mathieu van der Poel | Wout van Aert        | Toon Aerts             |
| 29/10/2017 | Superprestige | C1   | Mathieu van der Poel | Wout van Aert        | Lars van der Haar      |
| 06/11/2016 | Superprestige | C1   | Mathieu van der Poel | Wout van Aert        | Laurens Sweeck         |
| 08/11/2015 | Superprestige | C1   | Kevin Pauwels        | Wout van Aert        | Sven Nys               |
| 09/11/2014 | Superprestige | C1   | Tom Meeusen          | Mathieu van der Poel | Klaas Vantornout       |
| 27/10/2013 | Superprestige | C1   | Klaas Vantornout     | Sven Nys             | Tom Meeusen            |
| 07/10/2012 | Superprestige | C1   | Sven Nys             | Niels Albert         | Kevin Pauwels          |
| 09/10/2011 | Superprestige | C1   | Niels Albert         | Bart Aernouts        | Klaas Vantornout       |
| 10/10/2010 | Superprestige | C1   | Zdeněk Štybar        | Bart Aernouts        | Sven Nys               |
| 11/10/2009 | Superprestige | C1   | Sven Nys             | Niels Albert         | Zdeněk Štybar          |
| 11/01/2009 | BK            | CN   | Sven Nys             | Niels Albert         | Kevin Pauwels          |
| 12/10/2008 | Superprestige | C1   | Sven Nys             | Klaas Vantornout     | Niels Albert           |
| 14/10/2007 | Superprestige | C1   | Sven Nys             | Zdeněk Štybar        | Bart Wellens           |
| 15/10/2006 | Superprestige | C1   | Sven Nys             | Sven Vanthourenhout  | Bart Wellens           |
| 16/10/2005 | Superprestige | C1   | Bart Wellens         | Sven Nys             | Wim Jacobs             |
| 17/10/2004 | Superprestige |      | Sven Nys             | Richard Groenendaal  | Ben Berden             |
| 19/10/2003 | Superprestige |      | Bart Wellens         | Sven Nys             | Sven Vanthourenhout    |
| 20/10/2002 | Superprestige |      | Sven Nys             | Richard Groenendaal  | Erwin Vervecken        |
| 21/10/2001 | Superprestige |      | Bart Wellens         | Sven Nys             | Erwin Vervecken        |
| 22/10/2000 | Superprestige |      | Richard Groenendaal  | Bart Wellens         | Marc Janssens          |
| 24/10/1999 | Superprestige |      | Sven Nys             | Richard Groenendaal  | Adrie van der Poel     |
| 24/10/1998 | Superprestige |      | Sven Nys             | Richard Groenendaal  | Mario De Clercq        |
| 1998       |               |      | Danny De Bie         | Bart Wellens         | Gianni David           |
| 04/01/1997 |               |      | Sven Nys             | Peter Van Den Abeele | Bart Wellens           |
| 06/01/1996 |               |      | Erwin Vervecken      | Gianni David         | Wim de Vos             |
| 1995       |               |      | Paul Herygers        |                      |                        |
| 01/01/1994 |               |      | Filip Van Luchem     |                      |                        |
| 1993       |               |      | Pascal Van Riet      |                      |                        |
| 04/01/1992 |               |      | Johnny Blomme        |                      |                        |
| 1991       |               |      | Johnny Blomme        |                      |                        |
| 1989       |               |      | Chris David          |                      |                        |
| 1988       |               |      | Chris David          |                      |                        |

### Vrouwen elite
| Datum      | Klassement    | Cat. | Winnaar                    | Tweede               | Derde                      |
| ---------- | ------------- | ---- | -------------------------- | -------------------- | -------------------------- |
| 20/10/2024 | Superprestige | C1   | Ceylin del Carmen Alvarado | Fem van Empel        | Lucinda Brand              |
| 28/10/2023 | Superprestige | C1   | Ceylin del Carmen Alvarado | Annemarie Worst      | Marion Norbert-Riberolle   |
| 29/10/2022 | Superprestige | C1   | Denise Betsema             | Inge van der Heijden | Ceylin del Carmen Alvarado |
| 23/10/2021 | Superprestige | C1   | Denise Betsema             | Annemarie Worst      | Inge van der Heijden       |
| 24/10/2020 | Superprestige | C1   | Ceylin del Carmen Alvarado | Annemarie Worst      | Lucinda Brand              |
| 03/11/2019 | Superprestige | C1   | Ceylin del Carmen Alvarado | Sanne Cant           | Katherine Compton          |
| 28/10/2018 | Superprestige | C1   | Marianne Vos               | Annemarie Worst      | Kim Van de Steene          |
| 29/10/2017 | Superprestige | C1   | Maud Kaptheijns            | Lucinda Brand        | Sanne Cant                 |
| 06/11/2016 | Superprestige | C1   | Sophie de Boer             | Sanne Cant           | Ellen Van Loy              |
| 08/11/2015 | Superprestige | C1   | Sanne Cant                 | Ellen Van Loy        | Jolien Verschueren         |
| 09/11/2014 | Superprestige | C1   | Sanne Cant                 | Helen Wyman          | Ellen Van Loy              |
| 27/10/2013 | Superprestige | C1   | Helen Wyman                | Nikki Harris         | Sanne Cant                 |
| 07/10/2012 | Superprestige | C1   | Nikki Harris               | Sophie de Boer       | Sanne Cant                 |
| 09/10/2011 | Superprestige | C1   | Helen Wyman                | Nikki Harris         | Lucie Chainel-Lefèvre      |

### Mannen beloften
| Datum      | Klassement    | Cat. | Winnaar              | Tweede                 | Derde                   |
| ---------- | ------------- | ---- | -------------------- | ---------------------- | ----------------------- |
| 29/10/2017 | Superprestige | CU   | Jens Dekker          | Sieben Wouters         | Toon Vandebosch         |
| 06/11/2016 | Superprestige | CU   | Quinten Hermans      | Eli Iserbyt            | Joris Nieuwenhuis       |
| 08/11/2015 | Superprestige | CU   | Eli Iserbyt          | Quinten Hermans        | Gioele Bertolini        |
| 09/11/2014 | Superprestige | CU   | Laurens Sweeck       | Michael Vanthourenhout | Diether Sweeck          |
| 27/10/2013 | Superprestige | CU   | Mathieu van der Poel | Michael Vanthourenhout | Gianni Vermeersch       |
| 07/10/2012 | Superprestige | CU   | Mike Teunissen       | Jens Adams             | Gianni Vermeersch       |
| 09/10/2011 | Superprestige | CU   | Wietse Bosmans       | Tijmen Eising          | Lars van der Haar       |
| 10/10/2010 | Superprestige | CU   | Jim Aernouts         | Vincent Baestaens      | Arnaud Jouffroy         |
| 11/10/2009 | Superprestige | CU   | Micki van Empel      | Tom Meeusen            | Jim Aernouts            |
| 11/01/2009 | BK            | CN   | Vincent Baestaens    | Stef Boden             | Kenneth Van Compernolle |
| 12/10/2008 | Superprestige | CU   | Philipp Walsleben    | Tom Meeusen            | Lukas Kloucek           |
| 14/10/2007 | Superprestige | CU   | Tom Meeusen          | Julien Taramarcaz      | Thijs van Amerongen     |
| 15/10/2006 | Superprestige | CU   | Zdeněk Štybar        | Niels Albert           | Rob Peeters             |
| 16/10/2005 | Superprestige | CU   | Niels Albert         | Kevin Pauwels          | Dieter Vanthourenhout   |